# Dorsal de Reykjanes

Grandes estruturas geológicas em torno da Islândia. Esntre elas situa-se a dorsal de Reykjanes, separando as fossas de Irminger e Islândia. Ao norte da Islândia, a dorsal meso-atlântica prolonga-se através da dorsal de Kolbeinsey.

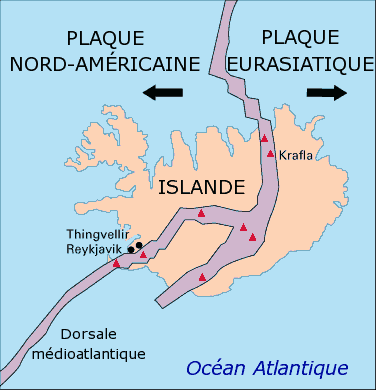
Carta das dorsais e dos riftes da Islândia. A zona activa do rift divide-se em dois ramos na zona cenral da ilha: a zona do rift do norte da Islândia; e a zona do rift de Reykjanes para sudoeste.

Dorsal de Reykjanes é a denominação oceanográfica que identifica o troço nordeste da dorsal média do Atlântico, com cerca de 1500 km de comprimento, compreendido entre a península de Reykjanes, no sudoeste da Islândia, e a zona de fractura Charlie-Gibbs, que atinge nas coordenadas 53° 00′ N, 34° 59′ O, onde a dorsal mesoatlântica inflete para nordeste. O nome deriva do cabo Reykjanes, sito no extremo da península do mesmo nome (Reykjanesskagi), península cujo rifte representa a parte terminal emersa deste troço da dorsal oceânica.

## Descrição
A Dorsal de Reykjanes é um troço de dorsal oceânica que constitui o segmento da Dorsal Mesoatlântica a sul da Islândia. A estrutura estende-se para o sudoeste da Islândia e é assim designada devido à presença da cintura vulcânica de Reykjanes, no Reykjanesskagi, que constitui a parte emersa da dorsal na forma de um rifte.
A dorsal separa a fossa de Irminger, que faz parte da Bacia de Labrador, da Bacia da Islândia a leste; a sua linha de cristas forma o limite oriental do Mar de Irminger, que integra o Atlântico Noroeste.
A atividade vulcânica nesta cordilheira submarina é elevada.  Em alguns casos, essa atividade leva ao aparecimento de pequenas ilhas temporárias como resultado de intensa atividade eruptiva. Estas ilhas, constituídas por magma de arrefecimento rápido, são na maioria dos casos rapidamente erodidas pela ação do mar e dos agentes atmosféricos. Alguns desses ilhéus, como Eldey, persistiram por um longo período de tempo.
Ao investigar a dorsal, uma equipa científica internacional da Universidade da Islândia e da Universidade do Hawaii descobriu em 2007 um monte submarino associado a um vulcão submarino em atividade que foi denominado Njörður.
Esta parte emersa constitui um verdadeiro museu geológico ao ar livre, o que justificou a criação do geoparque de Reykjanes.